# Shankarrao Chavan

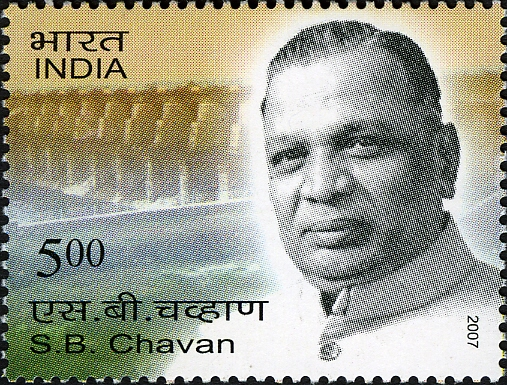
Shankarrao Chavan

Shankarrao Bhaurao Chavan, född 14 juli 1920, död 26 februari 2004, indisk politiker (INC), var chefsminister (Chief Minister) i delstaten Maharashtra en första period 1975 - 1977, och en andra period 1986 - 1988. Chavan var inrikesminister i Narasimha Raos indiska regering.